# (7847) Mattiaorsi
(7847) Mattiaorsi est un astéroïde de la ceinture principale.

## Description
(7847) Mattiaorsi est un astéroïde de la ceinture principale. Il fut découvert le 14 février 1996 à Cima Ekar par Ulisse Munari et Maura Tombelli. Il présente une orbite caractérisée par un demi-grand axe de 3,12 UA, une excentricité de 0,11 et une inclinaison de 6,1° par rapport à l'écliptique.

## Compléments